# Świnicka Kotlinka

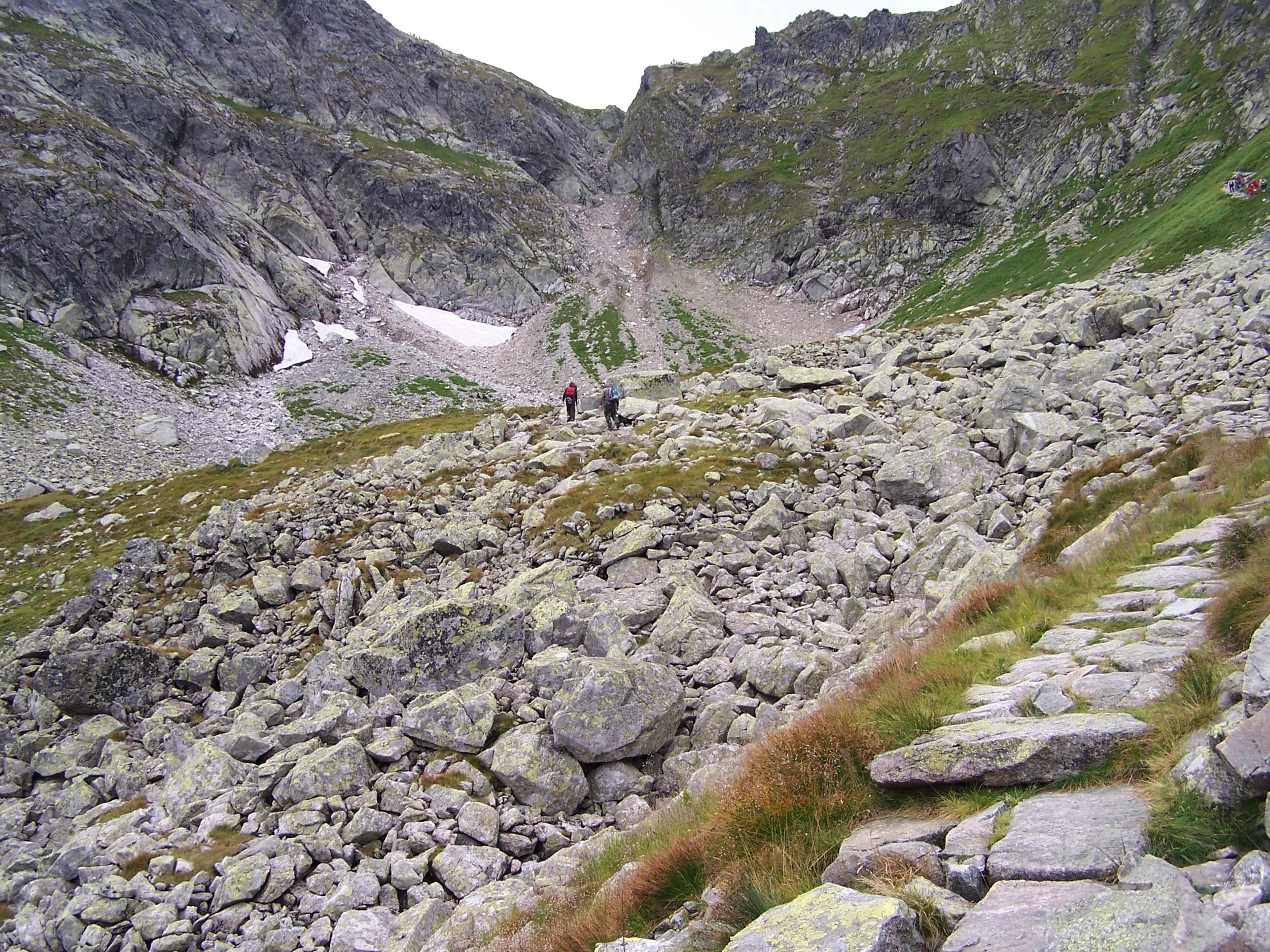
Świnicka Kotlinka i Świnicka Przełęcz

Świnicka Kotlinka – niewielka kotlina w górnej części Doliny Gąsienicowej w Tatrach. Znajduje się w zachodniej części tej doliny (Dolinie Zielonej Gąsienicowej), pod Świnicką Przełęczą, pomiędzy północno-zachodnimi ścianami Świnicy i wschodnimi ścianami Pośredniej Turni. Położona jest na wysokości ok. 1870–2057 m n.p.m. Z góry spada do niej żleb spod Świnickiej Przełęczy. Kotlinka to dawny kocioł lodowcowy, zawalony rumowiskiem głazów. Jest bezwodna i silnie zacieniona przez potężne ściany gór. Bardzo długo zalega w niej śnieg (płaty zwykle do końca sierpnia). Życie roślinne jest słabe, głównie rosną tu porosty, miejscami kępy situ skuciny. Z górnej części dolinki można dojrzeć Zadni Staw Gąsienicowy. Nad kotlinką górują stroma i potężna ściana Świnicy oraz zachodnie ściany Kościelca.
21 września 2020 r. 46-letni turysta spadł z górnej części szlaku ze Świnickiej Przełęczy do Świnickiej Kotlinki ponosząc śmierć na miejscu.   20 kwietnia 2024 r. z rejonu Świnickiej Przełęczy do Świnickiej Kotlinki zeszła lawina średnich rozmiarów, zginął 34-letni narciarz. 

## Szlaki turystyczne
– czarny z Roztoki Stawiańskiej w Dolinie Gąsienicowej na Świnicką Przełęcz. Czas przejścia od szlaku żółtego Kasprowy Wierch – schroniska „Murowaniec” na przełęcz: 1:25 h, ↓ 1:05 h.